# Rutherford Alcock
Rutherford Alcock (Ealing, maggio 1809 – Westminster, 2 novembre 1897) è stato un diplomatico britannico, agente consolare e successivamente ministro plenipotenziario in Cina e in Giappone dal 1844 al 1869. A seguito dell'apertura del Giappone all'Occidente divenne il primo diplomatico del Regno Unito a risiedere in pianta stabile in terra nipponica.

## Biografia

### Gli inizi come medico
Rutherford Alcock nacque nel quartiere di Ealing, Londra, nel maggio del 1809. Figlio del fisico Thomas Alcock, seguì le orme del padre quando intraprese la carriera medica partecipando, nel 1836, alla prima guerra carlista in qualità di chirurgo della brigata marina della legione spagnola. Successivamente fu promosso a vice ispettore generale delle strutture ospedaliere, mansione che mantenne fino al 1837, anno in cui si dimise dall'incarico a causa della perdita della funzionalità delle dita di una mano.

### Console in Cina e Giappone

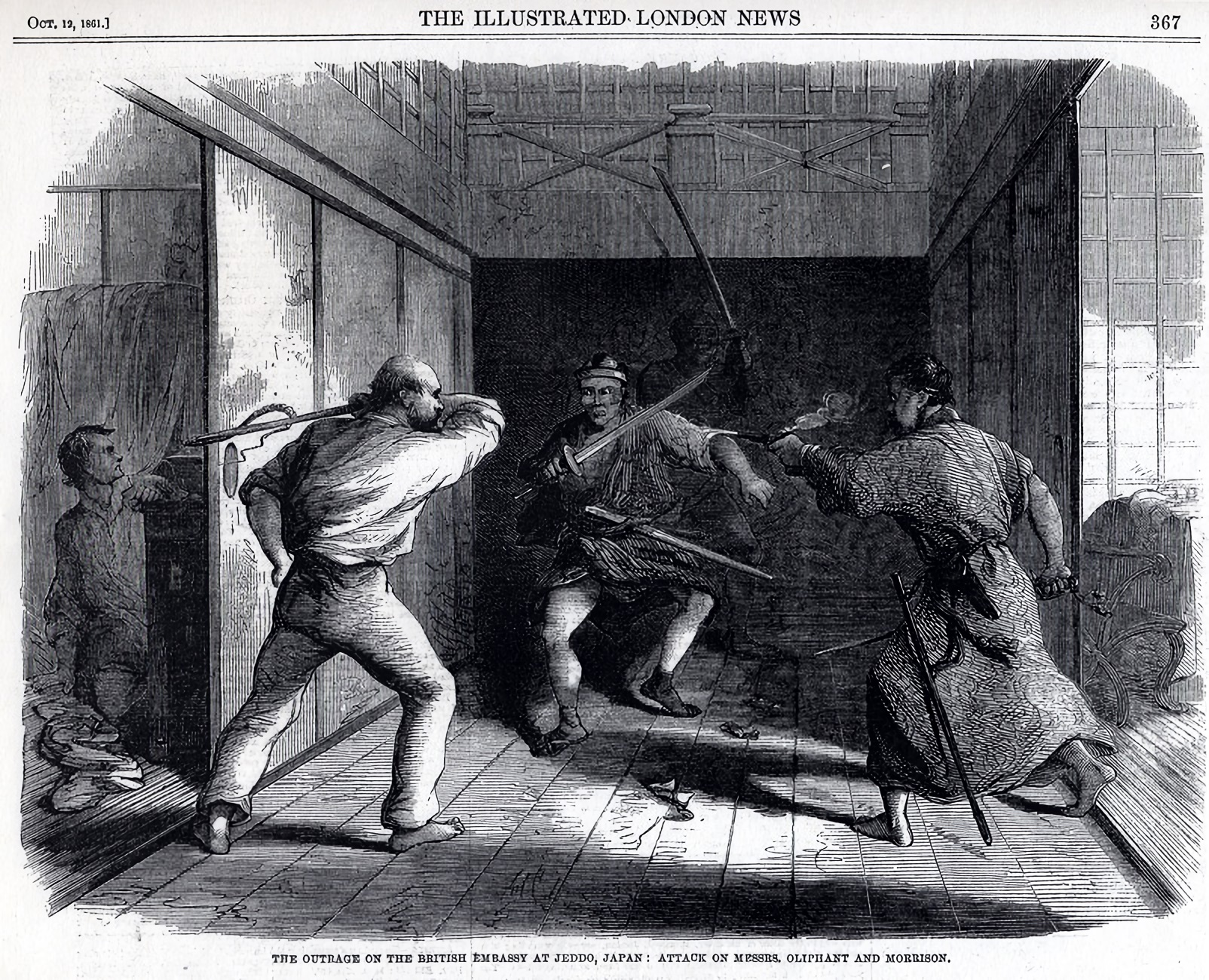
Rappresentazione dell'assalto alla legazione britannica di Sir Alcock nel 1861

Nel 1844 fu nominato console in quel di Fuzhou, Cina, dove, dopo un breve soggiorno ufficiale ad Amoy, svolse dei compiti a metà tra cancelliere e sceriffo. Dopo la firma del trattato di Nanchino Fuzhou era infatti diventata una porta aperta verso l'Occidente, e le autorità cinesi assegnarono ad Alcock un ruolo completamente inedito. In poco tempo ottenne la promozione al consolato di Shanghai, dove lavorò fino al 1846, intercedendo nei rapporti tra il governo cinese e la comunità britannica, diventata parte integrante ed essenziale delle attività commerciali in Cina.
A seguito del trattato di amicizia e commercio del 1858 Alcock si trasferì in Giappone, dove occupò la posizione di agente consolare e successivamente quella di ministro plenipotenziario, divenendo il primo diplomatico britannico a risiedere in pianta stabile nel Paese nipponico. Nonostante l'opposizione dello shogunato Tokugawa, egli insistette nello stabilirsi a Edo (la moderna Tokyo), aprendo una legazione all'interno del tempio Tōzen di Takanawa. Al tempo i residenti stranieri in Giappone non potevano ritenersi al sicuro, avendo a che fare giornalmente con l'ostilità dei giapponesi nei loro confronti. Nel 1860, l'interprete di Alcock fu assassinato di fronte al cancello della legazione, e l'anno successivo lo stesso edificio fu preso d'assalto da un gruppo di rōnin del feudo di Mito, il cui attacco fu respinto da Alcock e i suoi collaboratori.
Alcock rimase in Giappone fino al 1864, salvo una parentesi tra il 1862 e il 1863 in cui fece ritorno in Inghilterra, avendo anche modo di scalare il Fuji nel 1860, il primo non giapponese a compiere l'impresa. Nel 1865 venne trasferito a Pechino, dove fece le veci del governo britannico fino al 1869, data in cui si ritirò dalle attività diplomatiche.

### Ultimi anni e morte
Pur in via non ufficiale, Alcock continuò a curare le relazioni internazionali del suo paese e per alcuni anni fu presidente della Royal Geographical Society e della North Borneo Chartered Company. Fu autore di numerosi scritti sull'arte, sulla cultura e sulla lingua giapponese e nel 1862 si fece promotore della corrente artistica del giapponismo curando l'organizzazione del padiglione del Giappone alla grande esposizione di Londra, dove venne messa in mostra la sua collezione privata di artefatti del Sol Levante. 
Nel 1841 aveva sposato Henrietta Mary Bacon, morta nel 1853, prima di risposarsi nel 1862 con la vedova del reverendo John Lowder. Quest'ultima sarebbe morta il 13 marzo 1899. Alcock, invece, morì a Westminster il 2 novembre 1897.